# Salix takasagoalpina
Salix takasagoalpina là một loài thực vật có hoa trong họ Liễu. Loài này được Koidz. miêu tả khoa học đầu tiên năm 1939.